# Shūsui Kōtoku
Denjirō Kōtoku, meglio conosciuto con lo pseudonimo di Shūsui Kōtoku (Nakamura, 5 novembre 1871 – Shinjuku, 24 gennaio 1911), è stato un politico, giornalista e anarchico giapponese. Viene considerato a tutti gli effetti uno dei massimi esponenti del socialismo e dell'anarchismo in Giappone.

## Biografia
Nella scuola del villaggio natale intraprese lo studio dei classici confuciani. Durante l'adolescenza si trasferì a Tokyo dove fece da studente-lavoratore nella casa di Chōmin Nakae, un sostenitore degli scritti di Jean-Jacques Rousseau, il quale lo istruì al pensiero liberale. Nel 1891 all'età di 20 anni, risultò non idoneo al controllo medico per l'ammissione alla leva militare e s'iscrisse all'Accademia di Tokio per studiare la lingua inglese. Terminati gli studi trovò lavoro nel 1893 presso il Jiyū shinbun (Stampa Libera), l'organo ufficiale del Partito Liberale. Nel 1898 entrò nella rivista Yorozu chōhō ma si dimise quando la testata si schierò a favore della Guerra russo-giapponese . Fu durante questo periodo che ebbe la sua formazione negli ideali socialisti attraverso studi accademici e nel 1900 si affiliò all'Associazione Socialista. Malgrado il suo avvicinamento a tale movimento, i suoi scritti e le sue azioni ebbero per ancora molto tempo maggiori legami con gli ideali del radicalismo liberale, concentrandosi su battaglie civili come il suffragio universale. Il 18 maggio 1901 fu co-fondatore del Partito Socialdemocratico, il quale venne dichiarato illegale solo due giorni dopo.. Conseguentemente fondò una propria rivista, il Common Peoples Newspaper in cui manifestava posizioni pacifiste e antigovernative, sostenendo progressivamente anche ideali di stampo marxista. 
Fu fondatore e direttore del quotidiano Heimin shinbun, tramite il quale si occupò tra l'altro della pubblicazione in lingua giapponese del Manifesto del Partito Comunista, attività per la quale venne sanzionato dalle autorità giapponesi. Tali opinioni considerate sovversive ne causarono addirittura l'arresto per cinque mesi nel 1905. Durante la prigionia ebbe modo di leggere gli scritti di Peter Kropotkin i quali lo avvicinarono al pensiero anarchico. In seguito si trasferì in California dove entrò in contatto con esponenti del movimento rivoluzionario internazionale, in particolare con gli attivisti del gruppo "Wobblies" (Industrial Workers of the World). Nel giugno del 1906 tornò in Giappone, contribuendo poi alla fondazione del Partito Socialista Giapponese, formazione politica nata dalle ceneri del Partito Socialdemocratico, ma anch'esso si sciolse nel breve periodo in conseguenza dell'incompatibilità tra le correnti più radicali rispetto ai riformisti. 
Morì nel gennaio 1911, condannato alla pena di morte in seguito all'accusa di alto tradimento per aver preso parte ad un complotto per l'assassinio dell'imperatore Meiji.

## Pubblicazioni
- Abolire il denaro!, pubblicato sull'Yorozu chōhō nel 9 febbraio 1900[6]
- Imperialismo - Mostro del ventesimo secolo, in collaborazione con Uchimura Kanzō, 1901.[7] Considerato un testo fondamentale per la comprensione dell'ideologia rivoluzionaria giapponese del novecento.[8]
- Lettera dalla Prigione, 1910[9]